# Westinghouse A4W

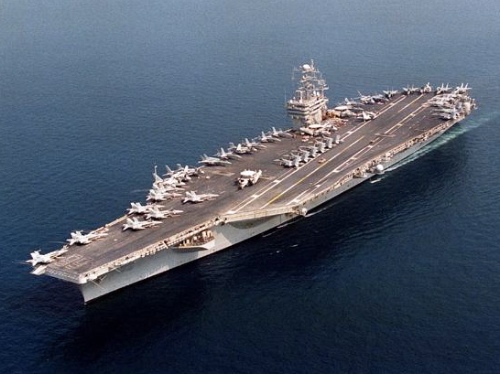
Os porta-aviões da Classe Nimitz, utilizam reatores Westinghouse A4W

Westinghouse A4W é um reator nuclear de emprego naval utilizados pela Marinha dos Estados Unidos para propulsionar navios de guerra e gerar eletricidade a bordo.

## Fabricação
O equipamento é construido pela empresa Westinghouse Electric Corporation, sediada em Monroeville, Pennsylvania.
A designação '"A4W" tem o seguinte significado:
- A = Aircraft carrier plataforma utilizada em porta-aviões
- 4 = 4ª geração de reatores, por especificação do construtor
- W = Westinghouse, empresa responsável pelo projeto

## História
Esses PWRs foram conjuntamente projetados pela Bettis Atomic Power Laboratory e Knolls Atomic Power Laboratory e construídos pela Westinghouse Electric Company. Seus núcleos possuem expectativa operacional de 20 anos antes do primeiro reabastecimento. Os únicos navios a utilizarem esses reatores nucleares são os porta-aviões Classe Nimitz, que possuem dois reatores com potência de 550 MWt (potência térmica) cada. Os geradores de vapor conseguem gerar aproximadamente 100 MW de eletricidade, além de 104 MW para um dos 4 eixos do navio, com cada reator propelindo 2 eixos.